# Steg VS
| VS ist das Kürzel für den Kanton Wallis in der Schweiz. Es wird verwendet, um Verwechslungen mit anderen Einträgen des Namens Steg zu vermeiden. |

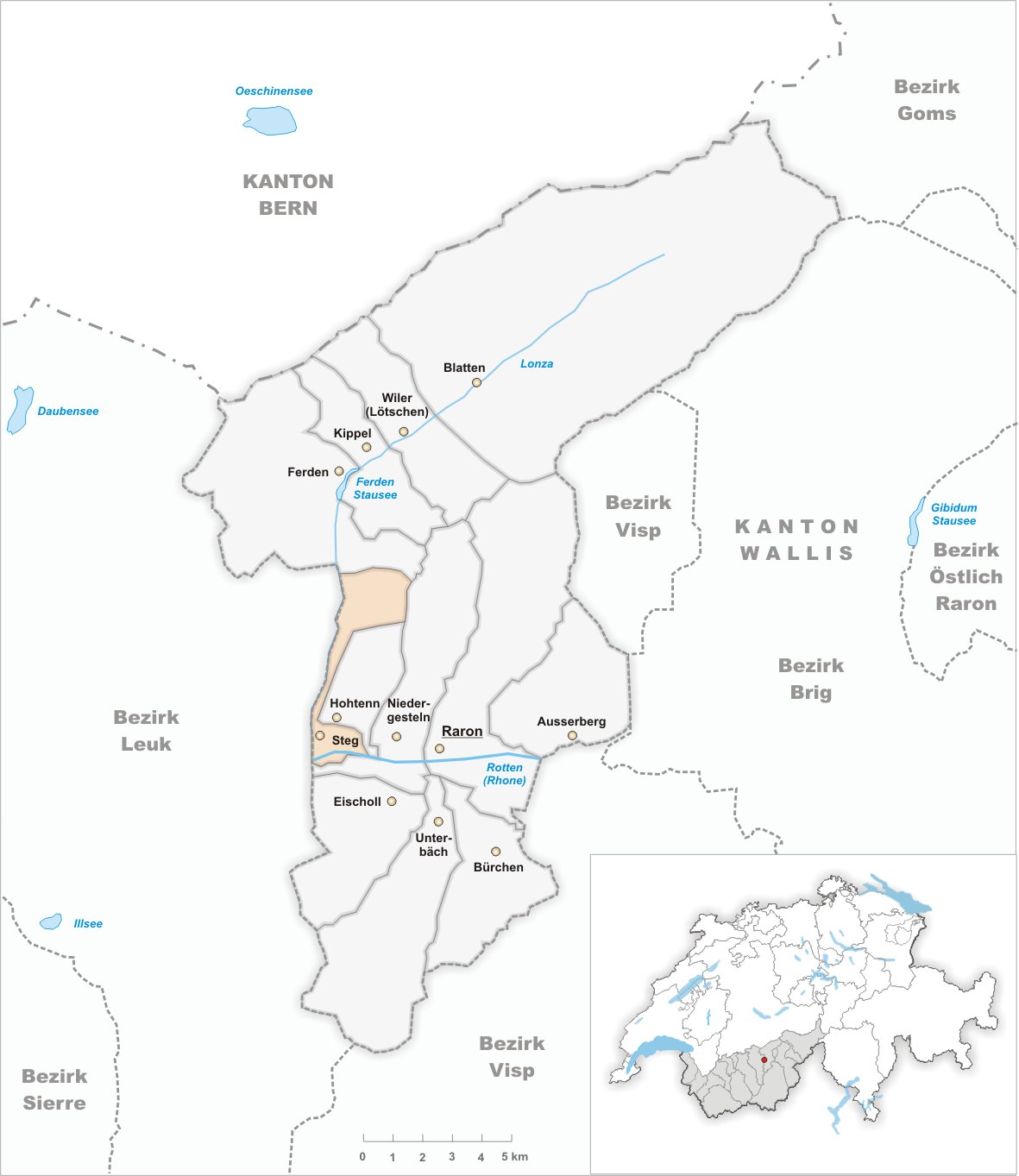
Gebietsstand vor der Gemeindefusion

Steg (walliserdeutsch: Schtäg) ist eine Pfarrgemeinde des Dekanats Raron und ein Dorf im Oberwallis, das zur Munizipalgemeinde Steg-Hohtenn im Bezirk Westlich Raron des Schweizer Kantons Wallis gehört.

## Geographie
Das Dorf Steg liegt am südlichen Talausgang des Lötschentals im deutschsprachigen Teil des Kantons. Im Westen grenzt es an den Fluss Lonza, welcher gleichzeitig die Bezirksgrenze markiert, und an das Dorf Gampel. Der Ort hat rund 1300 Einwohner (Stand: 2006) und ist wichtiger Standort für Industrie und Gewerbe im Oberwallis.

## Geschichte
Das heutige Dorf Steg hiess ursprünglich Benken. Die Namensgebung 'Steg' rührt von der Brücke her, welche die Dörfer Gampel und Steg verbindet. Der Name Benken verschwand um 1720 als Bezeichnung für die Gemeinde.
Am 16. Dezember 2007 stimmten die Bürger der Gemeinden Steg und Hohtenn einer Gemeindefusion zu. Die Gemeindefusion zur Gemeinde Steg-Hohtenn wurde am 1. Januar 2009 vollzogen.

## Bevölkerung
| Bevölkerungsentwicklung | Bevölkerungsentwicklung | Bevölkerungsentwicklung | Bevölkerungsentwicklung | Bevölkerungsentwicklung | Bevölkerungsentwicklung | Bevölkerungsentwicklung |
| ----------------------- | ----------------------- | ----------------------- | ----------------------- | ----------------------- | ----------------------- | ----------------------- |
| Jahr                    | 1798                    | 1850                    | 1900                    | 1950                    | 2000                    | 2007                    |
| Einwohner               | 122                     | 153                     | 388                     | 688                     | 1336                    | 1320                    |

## Gemeindepräsidenten
Seit den Gemeinderatswahlen von 1936:
| Amtszeit  | Name               | Partei  |
| --------- | ------------------ | ------- |
| 1937–1952 | Josef Providoli    | KVP     |
| 1953–1964 | Werner Zengaffinen | CSP     |
| 1965–1972 | Paul Imboden       | KVP/CVP |
| 1973–1984 | Josef Indermitte   | CVP     |
| 1985–1993 | Wilhelm Schnyder   | CSP     |
| 1993–2004 | Ewald Forny        | CVP     |
| 2005–2008 | Andrea Roth        | CSP     |